# Emil von Manger
Carl Wilhelm Emil von Manger (* 12. Oktober 1824 in Ottmarsbocholt; † 23. März 1902 in Oelde) war ein deutscher Architekt und Diözesanbaumeister des Bistums Münster.

## Leben
Emil von Manger wurde am 12. Oktober 1824 in Ottmarsbocholt im damaligen Kreis Lüdinghausen geboren. Sein Vater Georg Jacob Christian von Manger war Landvermesser, seine Mutter war Aletta von Manger geborene Schulten. Am 28. Oktober desselben Jahres empfing er die evangelische Taufe. Von Manger machte eine Maurerlehre und leistete seinen Militärdienst bei einer Artillerie-Einheit in Wesel.
1852 nahm von Manger die Tätigkeiten für das Bistum Münster auf und arbeitete zunächst mit Kaplan Bernhard Zehe und Georg Gottfried Kallenbach zusammen. Sie überwachten Neubauten und Restaurierungen von Kirchen. Kallenbach verstand sich mit Zehe und von Manger nicht und verließ Münster nach einem Dreivierteljahr. Zehe wurde 1857 Diözesankonservator, im selben Jahr wurde Hilger Hertel der Ältere Diözesanbaumeister. Dessen Nachfolger wurde von Manger später.
Von Mangers Werke im Bistum Münster entstanden größtenteils von 1853 bis 1865. 1880 ging er in den Ruhestand und starb am 23. März 1902 in Oelde.

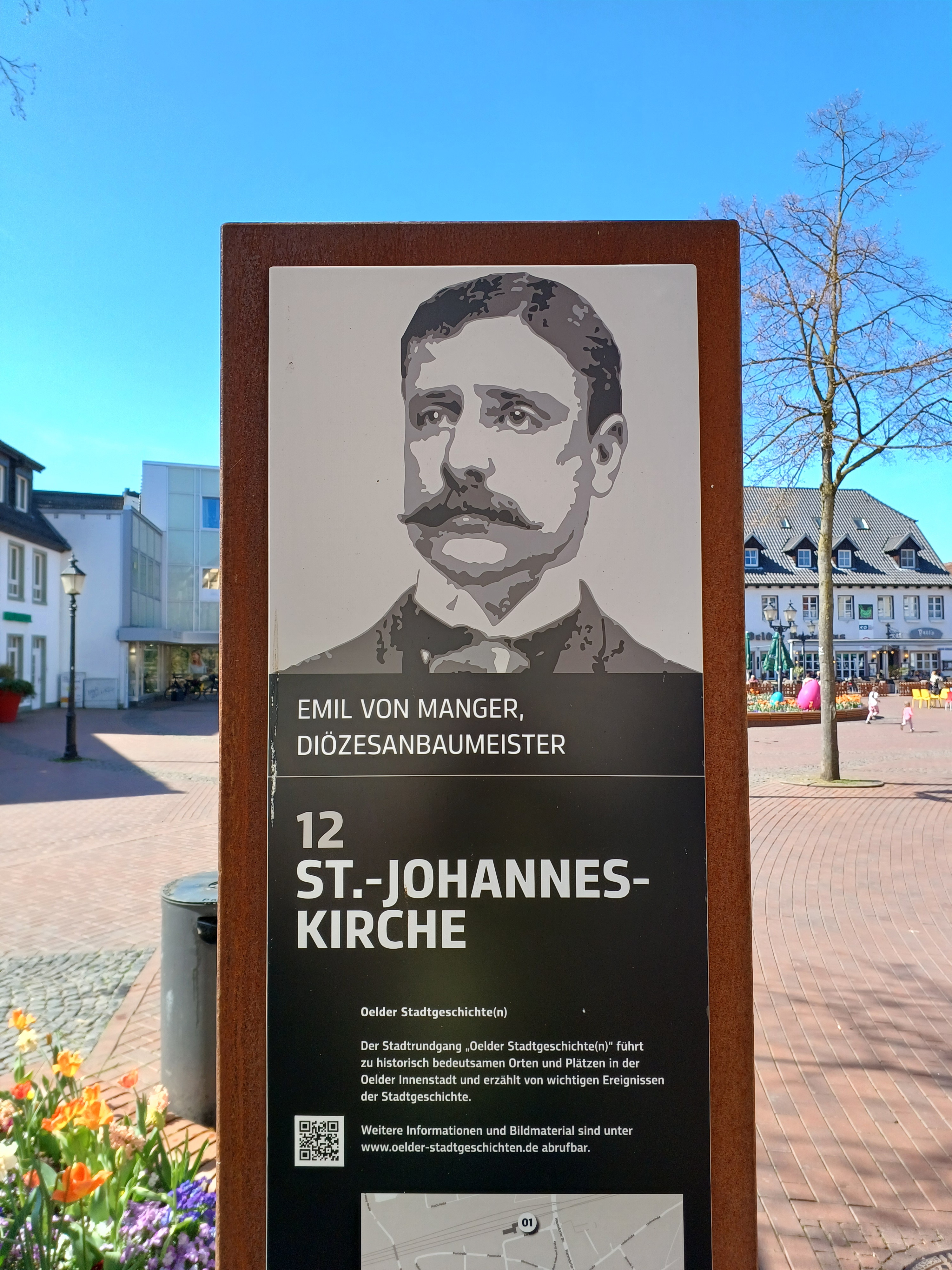
Stele vor der St.-Johannes-Kirche in Oelde

### Ehe und Nachkommen
Am 11. September 1849 heiratete von Manger in Oelde die römisch-katholische Caroline Wilhelmine Ottilie Speith, eine uneheliche Tochter des Referendars Carl Speith und der Dorothea Louise Charlotte Breunig aus Sattenhausen im Königreich Hannover, die der Heirat zustimmten. Die Eltern von Mangers waren zu diesem Zeitpunkt bereits gestorben. Generalvikar Melchers erteilte die notwendige Dispens mit der Auflage, dass von Manger zum römisch-katholischen Bekenntnis konvertierte, was er kurze Zeit später auch tat.
Zusammen hatten sie fünf Kinder:
1. Anna Maria Christine Wilhelmine (* 24. Juli 1850; † 13. November 1859)
2. Antonette (* 17. Juli 1852)
3. Carl Wilhelm (* 20. Februar 1855; † 23. Oktober 1859)
4. Rudolph Emil (* 20. Februar 1855; † 7. November 1859)
5. Julius Wilhelm (* 20. November 1857)

Die Todesursache der Zwillinge war Scharlach.

## Bauten
(unvollständig)
| Bild                                               | Bauzeit    | Bauwerk                        | Ort                        | Beschreibung |
| -------------------------------------------------- | ---------- | ------------------------------ | -------------------------- | --- |
| St.-Ludgerus-Kapelle in Herzebrock-Clarholz-Möhler | 1853–1854  | St.-Ludgerus-Kapelle           | Herzebrock-Clarholz-Möhler | 1847 war der Gottesdienst in der Schlosskapelle Möhler gefährdet, da die Herzöge von Croy wegzogen. Deshalb baute man vor den Toren des Schlosses die neugotische Kapelle, von der noch heute der Turm und die drei Joche des Kirchenschiffs erhalten sind. Der Chorraum wurde 1921 abgerissen und durch ein Querhaus mit Chor ersetzt.                                                                                 |
|                                                    | 1854–1857  | St.-Franziskus-Hospital        | Münster                    | Am 11. Mai 1854 wurde der Grundstein auf dem Gelände der Familie Focke gelegt. Der Bau war zur zu diesem Zeitpunkt noch nicht finanziert, konnte jedoch später mit Sachspenden und Hauskollekten gesichert werden. 1856 wurden Aktien ausgegeben, so dass der Bau auch vollendet wurde. Am 3. Oktober 1857 konnte das Hospital als Krankenhaus der Mauritzer Franziskanerinnen eingeweiht werden.                       |
| Affhüppenkapelle in Warendorf-Vohren               | 1856       | Affhüppenkapelle               | Warendorf-Vohren           | Kapelle aus rotem Backsteinmauerwerk mit Sandstein-Gliederungen |
| St. Vitus in Oelde-Lette                           | 1856–1858: | Kirchturm der Kirche St. Vitus | Oelde-Lette                | Um 1850 war der Turm in einem schlechten Zustand. Der Kaplan Averdam schlug einen Neubau vor, der Pfarrer Hörster wollte nur den Turmhelm erneuern lassen. Da ein neuer Turm auch Platz schaffte, sprach sich Johann Georg Müller, Bischof von Münster, für einen Neubau aus. Dieser wurde 1856–1858 nach von Mangers Plänen im neuromanischen Stil errichtet. Das Westportal wurde vom Vorgängerbau übernommen.        |
| Damenstift in Metelen                              | 1856–1858  | St. Cornelius und Cyprian      | Metelen                    | Von 1856 bis 1858 wurde die Kirche des Stifts Metelen nach Plänen von von Manger umgebaut und um ein südliches Seitenschiff erweitert. |
| St. Georg                                          | 1856–1859  | St. Georg                      | Marl (Alt-Marl)            | Erneuerung der Kirche von Grund auf, wobei die romanischen Grundmauern des Turms aus dem 12. Jahrhundert als Fundament erhalten blieben. |
| St. Bartholomäus                                   | 1856–1861  | St. Bartholomäus               | Wellingholzhausen          | Der Vorgängerbau von 1588 wurde 1855 abgerissen. Beim Neubau handelt es sich um eine dreischiffige Hallenkirche im neugotischen Stil mit vorgestelltem Westturm. Wegen ihrer markanten Größe im Dorfbild erhielt die Kirche den Beinamen Grönenberger Dom. Tatsächlich dürfte die Kirche eines der größten ausgeführten Projekte von Mangers sein. Sie ist bis heute in ihren wesentlichen Teilen unverändert erhalten. |
| Pfarrkirche St. Lucia mit 1904 ergänztem Turm      | 1857–1860  | St. Lucia                      | Harsewinkel                | Die mittelalterliche Kirche gegenüber dem Marktplatz war baufällig und für die dortige Gemeinde zu klein. Bei ihrem Abriss stürzte der Turm ein, der eigentlich übernommen werden sollte. Da der Gemeinde das Geld für einen neuen Turm fehlte, blieb die Kirche bis 1904 ohne Turm. |
| St. Antonius Abt                                   | 1858       | St. Antonius Abt               | Vreden-Ammeloe             | Neugotische Hallenkirche mit polygonalem Chor und einer kleinen Kapelle im Turm |
| Inneres von St. Mauritz                            | 1859–1861  | St. Mauritz                    | Münster                    | Von Manger ersetzte das vorhandene Langhaus durch ein dreischiffiges neuromanisches Langhaus mit basilikalem Querschnitt. |
| St. Petrus                                         | 1859–1863  | St. Petrus                     | Lastrup                    | Neubau in neugotischem Stil |
| St. Servatius                                      | 1860–1862  | St. Servatius                  | Emsdetten-Hembergen        | Die Grundsteinlegung der Kirche erfolgte am 16. August 1860, nachdem der mittelalterliche Vorgängerbau abgerissen worden war. Die Finanzierung erfolgte durch Hauskollekten, sowie durch Kollekten in den Bezirken Minden, Arnsberg und in der Rheinprovinz. |
| St. Margaretha                                     | 1860–1861  | St. Margaretha                 | Ennigerloh-Ostenfelde      | Neubau als neugotische Hallenkirche; Anschließend wurde die alte Kirche auf dem Margarethenplatz abgerissen. |
|                                                    | 1861       | Diözesanmuseum                 | Asbeck                     | Anbau |
|                                                    | 1861       | Wohnhaus                       | Wellingholzhausen          | In unmittelbarer Nachbarschaft zur gerade vollendeten St.-Bartholomäus-Kirche errichtete Emil von Manger ein zweistöckiges Wohnhaus im klassizistischen Stil. Auftraggeber war ein Einwohner des Ortes, der durch einen Lotteriegewinn zu plötzlichem Reichtum gekommen war. Der Bau wurde später zum Hotel Möller umgebaut; heute dient es wieder als privates Wohnhaus.                                               |
| St. Cyriakus                                       | 1861–1862  | Propsteikirche St. Cyriakus    | Bottrop                    | Nachdem die Pfarrgemeinde dem Bistum Münster zugeordnet wurde, wuchs sie stark an, so dass ein Neubau der Kirche nötig wurde. |
| St. Petronilla                                     | 1862–1863  | St. Petronilla                 | Wettringen                 | Im Jahr 1861 wurde die romanische Kirche aus dem 11. Jahrhundert abgerissen und durch eine dreischiffige neugotische Hallenkirche ersetzt. |
| St. Johannes der Täufer                            | 1863–1869  | St. Johannes der Täufer        | Oelde                      | Von Manger ließ die alte Kirche bis auf die ersten beiden Joche abreißen und begann 1863 mit dem ergänzenden Neubau. Dem Westturm fehlt ein Turmhelm, auf den wohl aus finanziellen Gründen verzichtet wurde. |
| St. Vitus                                          | 1864–1865  | St. Vitus                      | Oelde-Sünninghausen        | Neubau als Saalbau mit Kreuzrippengewölbe, der von einem Satteldach bedeckt wird. Das Chorhaus im Osten ist niedriger und hat einen Fünfachtelschluss. Im Westen schließt sich ein Fassadenturm mit quadratischem Grundriss und Turmhelm an. Im Südosten ist eine Sakristei angebaut. Die Kirche wurde in rotem Ziegelmauerwerk erbaut und die Dächer mit Schiefer gedeckt.                                             |
|                                                    | 1866–1870  | Kapelle im Priesterseminar     | Münster                    | Das 1776 gegründete Priesterseminar erhielt von 1866 bis 1870 einen Kapellenanbau nach Plänen von von Manger. |
| Orangerie im Schloss Rheda                         | 1873       | Orangerie im Schloss Rheda     | Rheda-Wiedenbrück          | Diente bereits um 1700 ein Fachwerkhaus als Orangerie, so wurde 1873 auf demselben Fundament das noch heute erhaltene Backsteingebäude errichtet. |

## Trivia
In Oelde ist die Von-Manger-Straße nach dem Diözesanbaumeister benannt.
Die Von-Manger-Straße in Münster hingegen wurde nach Georg von Manger (1789–1839) benannt, dem leitenden Katastergeometer bei der Grundsteuervermessung in Münster, Mauritz und Wolbeck von 1821 bis 1839.